# Rebelión de Baja California
La Rebelión de Baja California o Liberación de Baja California fueron los sucesos que formaron parte de una campaña militar de carácter anarquista impulsada por el Partido Liberal Mexicano (PLM) al norte de Baja California en 1911, en el contexto de la Revolución mexicana. Los rebeldes se enfrentaron a las fuerzas del régimen de Porfirio Díaz y más tarde a las del gobierno provisional de Francisco León de la Barra apoyado por grupos maderistas. 
La rebelión fue planeada y coordinada por la Junta Organizadora del Partido Liberal Mexicano desde Los Ángeles, California, con el fin de crear un espacio territorial liberado y de orden libertario en México, como base para extender una revolución social al resto del país. El plan enarbolaba el Programa del Partido Liberal Mexicano de 1906 por lo que al mismo tiempo que en Baja California, grupos magonistas libraron batallas, aunque en menor medida, en otros estados como Sonora, Chihuahua, Coahuila, Tlaxcala, Veracruz, Oaxaca, Morelos y Durango. 
El control de la península de Baja California, en la estrategia de rebelión del PLM, era parte de un plan de contingencia en caso de sufrir derrotas en los estados del norte, el cual suponía menor fuerza de las guarniciones federales de la zona, de tal manera que sería fácil tomar las plazas y ganar tiempo para reorganizar el Ejército Liberal; para después avanzar hacia el sur de la península y dirigirse a Sonora y Sinaloa.
En el levantamiento del 20 de noviembre de 1910 grupos magonistas y maderistas combinaron sus fuerzas para ocupar plazas importantes en los estados del norte. Sin embargo, las diferencias ideológicas entre ambos grupos provocó que al poco tiempo surgieran confrontaciones entre ellos. Los magonistas fueron perdiendo presencia en Chihuahua, aunado a que algunos jefes guerrilleros liberales fueron aprehendidos por Francisco I. Madero al negarse aquellos a reconocerlo como presidente provisional. Cuando algunos liberales consiguieron reagruparse en Baja California, comenzó una campaña con la captura de Mexicali.

## Antecedentes

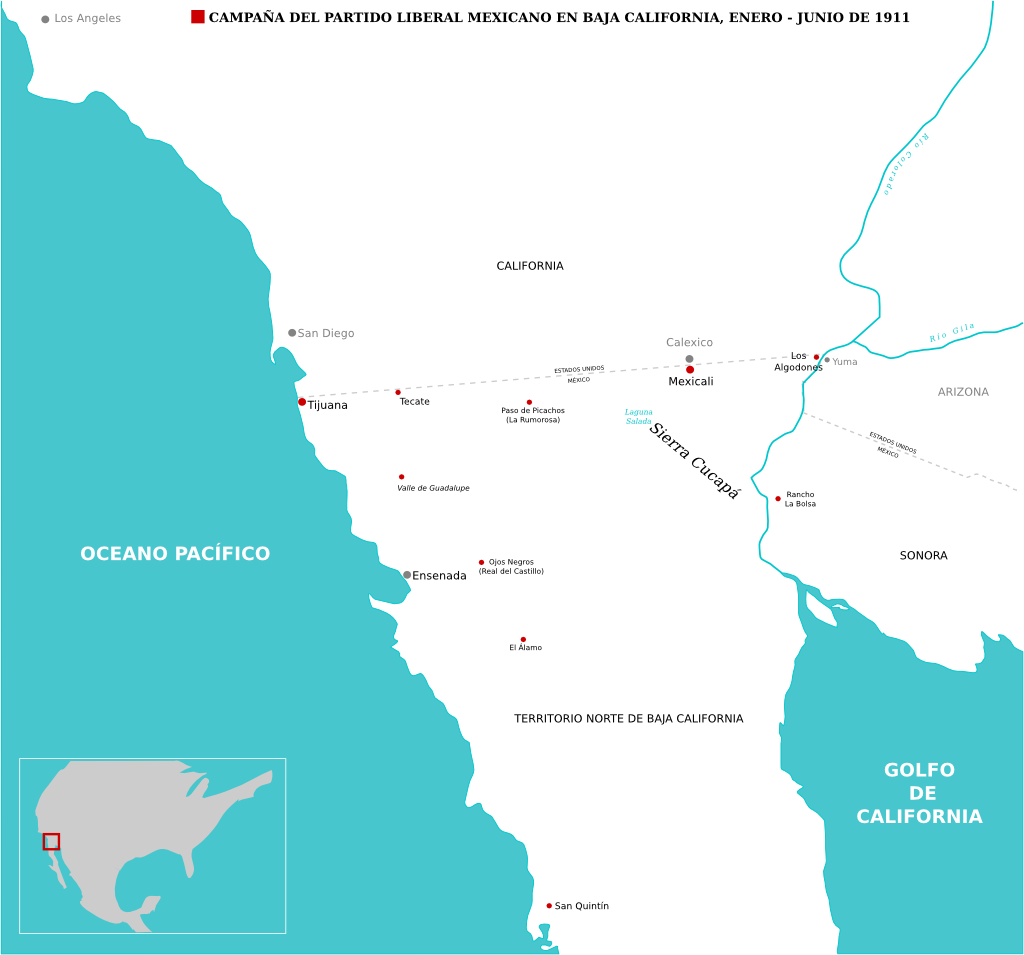
Campaña del Partido Liberal en Baja California, 1911.

Desde 1903 el coronel Celso Vega había sido nombrado jefe político del distrito norte por Porfirio Díaz. El coronel Vega no gozaba de credibilidad entre la población de Baja California. La Junta Organizadora del PLM, que desde 1906 realizaba acciones para derrocar el régimen de Díaz, envió en 1910 a Fernando Palomares y Pedro Ramírez Caule, quienes habían participado en la Huelga de Cananea, para que se pusieran en contacto con los indígenas Camilo Jiménez y Antonio Cholay con el objetivo de preparar los mapas del terreno y organizar grupos indígenas para la lucha armada; desde entonces la Junta Organizadora —que residía en Los Ángeles— coordinó la propaganda, la provisión de fondos, el reclutamiento de voluntarios y la planeación general para atacar Baja California. En 1911 el número de habitantes en los poblados del norte de Baja California era: Ensenada (cabecera del Distrito) 1027, Mexicali 300, Tijuana 100, Los Algodones menos de 100, Tecate menos de 100.
El Ejército Liberal contaba con unos cuantos soldados rasos que recibían un salario de 1 peso diario y los oficiales recibían un pago algo mayor al que recibían sus equivalentes en el ejército federal. Dada la baja población en Baja California, el reclutamiento de extranjeros residentes en Estados Unidos fue amplio. Algunos historiadores recogen la versión de que a los reclutas se les ofrecían de 100 a 600 dólares en oro y granjas de 160 acres para cada uno, aunque lo más probable es que quien hiciera estas ofertas fueran los encargados reclutamiento y no la Junta del PLM; además durante el juicio en Los Ángeles a los integrantes de la Junta Organizadora por violar las leyes de neutralidad durante la rebelión en Baja California, un contrabandista declaró que el gobierno estadounidense le había ofrecido a él y a sus compañeros exonerar sus delitos, a cambio de ayudar a procesar penalmente a los Flores Magón, Librado Rivera y Anselmo L. Figueroa, y menciona que entonces fabularon que habían sido enlistados por la Junta en Los Ángeles, recibido 5 dólares y la promesa de 160 acres de tierra.

## Toma de Mexicali

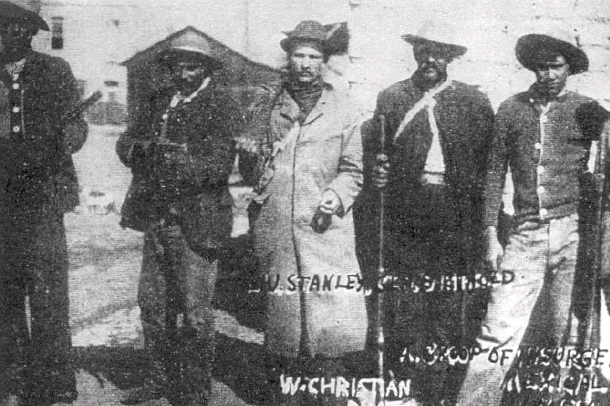
William Stanley (abrigo claro) y Simón Berthold (centro derecha) en Mexicali, 1911.

La campaña del PLM en el entonces llamado Territorio Norte de Baja California comienza el 29 de enero de 1911, cuando cerca de 30 rebeldes guiados por José María Leyva y Simón Berthold, junto con un grupo de residentes entre los que se encontraban Margarita Ortega y Natividad Cortes, tomaron el pueblo de Mexicali sin encontrar resistencia; abrieron la cárcel, ocuparon el cuartel, confiscaron los fondos de la aduana y de otras oficinas de gobierno. La mayoría de los residentes de Mexicali cruzó a Calexico, donde permanecieron hasta el mes junio. Otros pobladores se unieron a los rebeldes así como muchos extranjeros socialistas y anarquistas principalmente militantes (wobblies) de la Industrial Workers of the World (IWW). Más tarde, el 15 de febrero las fuerzas del PLM se enfrentaron y derrotaron a las tropas federales a cargo del coronel porfirista Celso Vega. El triunfo incrementó el ánimo y el número de rebeldes; para finales de febrero ya había cerca de 200 hombres levantados en armas entre mexicanos y extranjeros. En total, las fuerzas magonistas llegaron a 500 hombres de los cuales aproximadamente 100 eran estadounidenses, entre los que se encontraban los wobblies Frank Little y Joe Hill. Por su parte el gobierno estadounidense en Calexico y Yuma había ofrecido apoyo militar al gobierno mexicano a fin de proteger las obras hidráulicas que ingenieros estadounidenses realizaban en el Río Colorado desde diciembre de 1910 con la autorización del gobierno de Porfirio Díaz.
El 21 de febrero, 60 integrantes del Ejército Liberal dirigidos por William Stanley, miembro de la IWW, tomaron la aduana de Los Algodones, sin el consentimiento de Leyva. Pocos días después, otro grupo de liberales, comandado por José María Cardoza, asaltó el campamento de obras del Río Colorado, obteniendo provisiones, armas, parque y nuevos reclutas entre los trabajadores. 

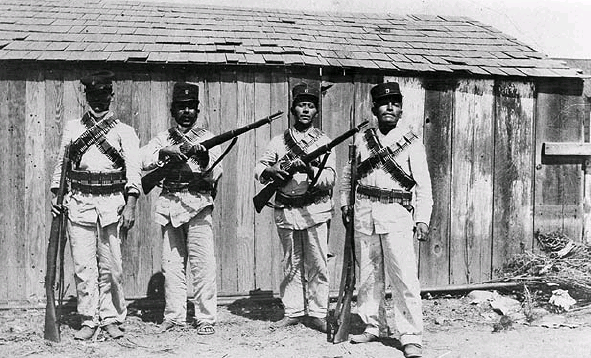
Soldados porfiristas del VIII Batallón de Mexicali que combatieron la rebelión magonista.

En el mes de marzo los liberales atacaron Tecate en dos ocasiones y en ambas fueron repelidos. Entonces marcharon rumbo al poblado de El Álamo, al sureste de Ensenada, donde cerca de 200 rebeldes consiguieron tomar la plaza; ahí Simón Berthold fue herido de muerte. Días después, William Stanley también murió en un enfrentamiento con tropas federales cerca de Mexicali.
El número de extranjeros que para entonces componían el Ejército Liberal era superior al de los mexicanos y los anglosajones desobedecían a los oficiales mexicanos. Las órdenes enviadas por la Junta del PLM desde Los Ángeles eran continuamente interceptadas por las autoridades lo que hacía más difícil la coordinación de la campaña. La Junta nombró jefe a Carl Ap Rhys Pryce y le ordenó combatir a los federales, pero Pryce a principios de mayo partió con una columna hacia Tijuana que se llamó "segunda división", considerando que sería una plaza estratégica para después atacar Ensenada, y dejó otro grupo para que defendiera Mexicali, la "primera división". 
En abril las autoridades mexicanas reportaban una gavilla de revoltosos formada por 400 hombres aproximadamente que mantenían actividades en el Valle de Mexicali. Los últimos días de abril, 126 magonistas dirigidos por John R. Mosby ocuparon Tecate sin combatir. El 2 de mayo los liberales acamparon en el rancho El Carrizo, al sur de Tecate; ahí fueron atacados por federales y Mosby resultó herido de un pulmón; al no contar los liberales con auxilio médico lo trasladaron al lado estadounidense de Tecate para que fuera atendido. Sam Wood, wobbly, fue elegido como jefe provisional mientras Mosby se recuperaba y el grupo avanzó rumbo a Tijuana para unirse a la columna de Pryce.
Enrique Flores Magón, a través de un artículo en Regeneración del 20 de mayo, informa que los rebeldes habían creado una pequeña biblioteca en Mexicali, donde todo el que lo deseara podía ir a instruirse. La conquista del pan de Kropotkin, que los liberales consideraban como una especie de biblia anarquista, sirvió de base teórica a las efímeras comunas revolucionarias.

## Toma de Tijuana y Ensenada

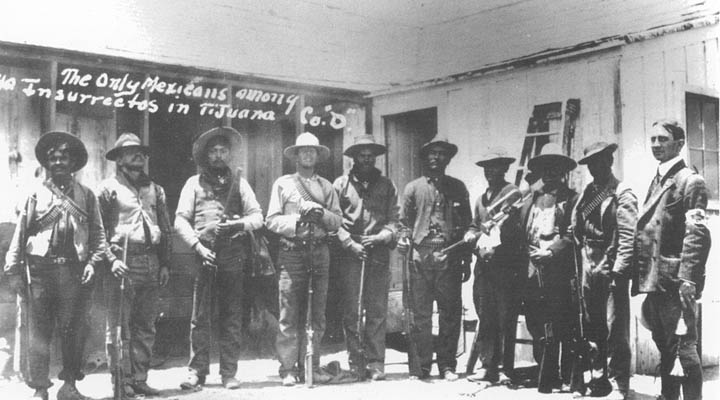
Guerrilleros magonistas de origen mexicano en la captura de Tijuana.

El 8 de mayo de 1911, la Segunda División del Ejército Liberal Mexicano a cargo de Pryce, tomó Tijuana y el día 13, el poblado de San Quintín.
El mismo 8 de mayo, Ciudad Juárez fue atacada por fuerzas maderistas. El 10 de mayo la plaza fue rendida por los federales. La toma de Ciudad Juárez trajo como consecuencia que el 21 de mayo un representante del gobierno de Porfirio Díaz y Francisco I. Madero firmaran un convenio en el cual Díaz aceptaba renunciar a la presidencia, quedando como presidente interino su secretario de relaciones exteriores, Francisco León de la Barra; además se acordaba el fin de hostilidades entre el gobierno federal y la revolución. Los liberales llamaron traidor a Madero y rechazaron los Tratados de Ciudad Juárez.
De la Barra, que como embajador en los Estados Unidos dos años atrás había organizado un sistema de espionaje para perseguir y sabotear las actividades del PLM, se dio a la tarea de desarmar a los liberales que no aceptaban los tratados de paz.

## Controversia anexionista
Existe una controversia basada en una versión que considera la incursión del PLM en Baja California como una expedición de filibusteros guiados por Ricardo Flores Magón con el fin de crear un Estado independiente de México que más tarde sería anexado a Estados Unidos, y no la continuación del plan insurreccional que la Junta del PLM llevaba a cabo desde 1906 y en el cual el control de Baja California formaba parte de una estrategia de repliegue en el norte del país, considerando la debilidad de las guarniciones federales en la península.
Tras la captura de Mexicali, a Simón Berthold y José María Leyva se les atribuye haber dado a la prensa, a fines de febrero de 1911, la versión de que el objetivo de la campaña era crear una "república socialista independiente"; o una mancomunidad cooperativa en Baja California. Durante la toma de El Álamo, el líder rebelde John R. Mosby ofreció la gubernatura de Baja California a un ranchero estadounidense de nombre Newton House, aunque este rechazó la oferta. En San Diego, Carl Pryce declaró a la prensa que veía con buenos ojos que el territorio de Baja California se anexara a Estados Unidos. Con estos antecedentes, la toma de Tijuana estuvo enmarcada por una serie de confusiones provocadas por Dick Ferris, un promotor artístico de Los Ángeles y empresario aventurero; otra fuentes de confusiones fueron la delegación del mando militar en Carl Pryce, un militar aventurero que permitió el ingreso de simples mercenarios a las filas del Ejército Liberal, y la falta de respuesta oportuna de los miembros de la Junta Organizadora del PLM para corregir los errores. 
Dick Ferris divulgó en los primeros días de junio de 1911, en la ausencia de la Junta Organizadora y de Carl Pryce, que en Tijuana los rebeldes lo habían elegido presidente de un nuevo Estado que tomaría el nombre de "República de Madero", sin hacer mención al tipo de sistema de gobierno que se establecería en la península. Las declaraciones de Dick Ferris causaron sensación en la prensa de México y de EE. UU.. Sin embargo en pocos días los liberales retomaron el control en Tijuana, Pryce jamás regresó a las filas de la rebelión pues prefirió volver a Canadá, mientras los soldados proclives al filibusterismo poco a poco se dispersaron.
La presencia de soldados de origen anglosajón en el ejército del PLM, dio motivo para que en México se extendiera la versión de que la finalidad de la rebelión era crear una república socialista independiente que más tarde sería anexada a los Estados Unidos. La poca información publicada por la Junta Organizadora, las declaraciones ambiguas de Dick Ferris, y los comentarios sensacionalistas de la prensa en ambos lados de la frontera, fueron terreno fértil para elaborar hipótesis. El historiador Velasco Ceballos describió a Ferris como un millonario que financió el filibusterismo, apoyado por el militar Carl Pryce, y a Flores Magón como el encargado de atraer el apoyo mexicano. En la prensa mexicana la derrota del Ejército Liberal a manos de las fuerzas federales, posiblemente apoyados por civiles locales que creían combatir una invasión extranjera el 22 de junio de 1911, fue presentada por el periódico El Imparcial de Tijuana como "La gloriosa defensa de Baja California" y afirmaba que en efecto existió una "república socialista" del 10 de mayo al 22 de junio de 1911.
Una investigación posterior de Pablo L. Martínez afirmaba que la versión de la república socialista independiente pudo originarse en el miedo al efecto que pudiera causar el sistema político y económico anarquista planteado por los liberales en la región, que no consistía en crear un nuevo Estado sino al contrario avanzar hacia la abolición progresiva de este (según el Programa del PLM), y que la elección de Dick Ferris como "presidente de un nuevo Estado" en Tijuana en realidad había sido una versión inventada en Los Ángeles. Sin embargo, el cotejo de documentos y las notas publicadas en los periódicos de California no sostienen las tesis de Martínez. Del mismo modo quedó demostrado que Ferris no era un millonario capaz de financiar aventuras militares, que a pesar de su ánimo aventurero la "República de Madero" fue sólo una farsa y que si bien el PLM permitió el ingreso de filibusteros extranjeros en sus filas fue un error táctico de la Junta Organizadora que, como en ocasiones anteriores, llevó al fracaso la insurrección de los liberales. Así, la hipótesis de una república socialista independiente patrocinada por capitalistas estadounidenses y Ricardo Flores Magón es errónea.